# Нагавицино (Вологодская область)
Нагавицино — деревня в Никольском районе Вологодской области.
Входит в состав Теребаевского сельского поселения, с точки зрения административно-территориального деления — в Теребаевский сельсовет.
Расстояние по автодороге до районного центра Никольска — 26 км, до центра муниципального образования Теребаево — 9 км. Ближайшие населённые пункты — Челпаново, Подольская, Калинино.
По переписи 2002 года население — 38 человек (19 мужчин, 19 женщин). Преобладающая национальность — русские (97 %).